# Северо-Западная база авиационной охраны лесов
Государственное учреждение Республики Карелия «Северо-Западная база авиационной охраны лесов» (ГУ РК «Северо-Западная авиабаза») — российская авиакомпания, базирующаяся в Петрозаводске (Аэропорт Пески). Ликвидирована с 1 июля 2014 г., часть персонала и техники переведены в аэропорт «Петрозаводск», где предполагается создать летное подразделение, авиационно-техническую базу, лабораторию по контролю качества и склад ГСМ.

## Структура
Компания выполняла регулярные и чартерные перевозки пассажиров и грузов по Карелии и России, обслуживание сельского и лесного хозяйства, в том числе по охране и защите лесов, аэрофотосъёмку, патрулирование нефтепроводов, газопроводов, автомагистралей, санитарные рейсы по оказанию экстренной медицинской помощи.
Имела структурные подразделения в Сегеже, Кеми, Калевале, Пудоже, Муезерском, посадочные площадки в Сортавала, Сегеже, Калевале, Кеми и Пудоже.

## История
В 1949 году в Петрозаводске было создано Петрозаводское отделение Северной авиабазы по охране лесов от пожара, преобразованное в 1973 г. в Северо-Западную базу авиационной охраны лесов и обслуживания лесного хозяйства Министерства лесной промышленности РСФСР.
Согласно постановлению Правительства Республики Карелия от 30 июля 1998 года «Северо-Западной авиабазе охраны лесов» был передан в ведение аэропорт «Пески» и имущество Петрозаводского авиапредприятия, признанного банкротом (в том числе часть флота).
В 2001—2005 годах преобразовано в Федеральное государственное учреждение «Северо-Западная база авиационной охраны лесов» (с 2005 года — филиал федерального государственного учреждения «Центральная база авиационной охраны лесов „Авиалесоохрана“»).
В 2007 г. учреждение перешло из федерального в республиканское подчинение.

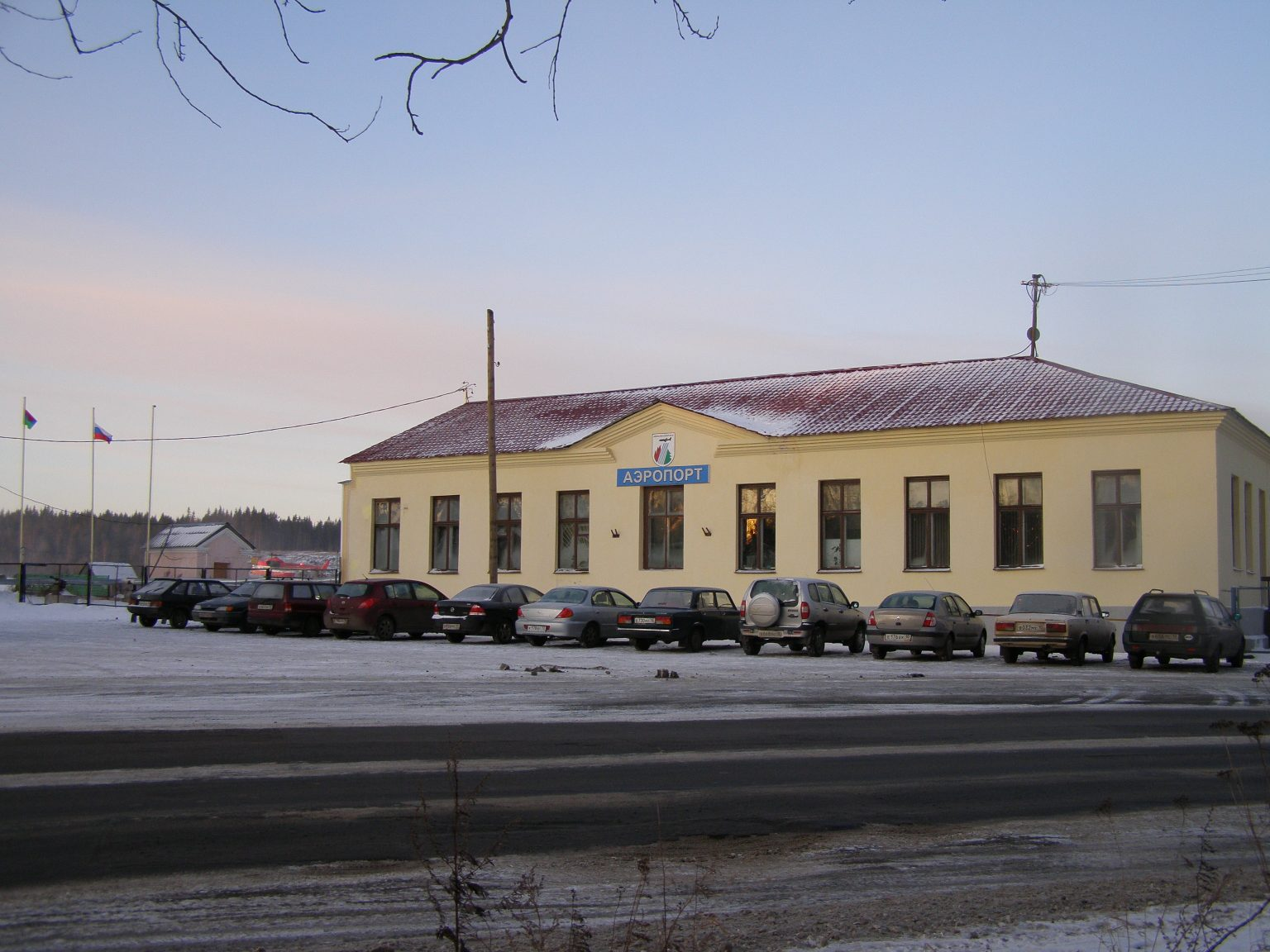
Аэропорт «Пески».

## Флот
- 2 Ан-28[5], проданы в 2014 году[6].
- 7 Ан-2 (4 требуют капитального ремонта по срокам хранения)[7]

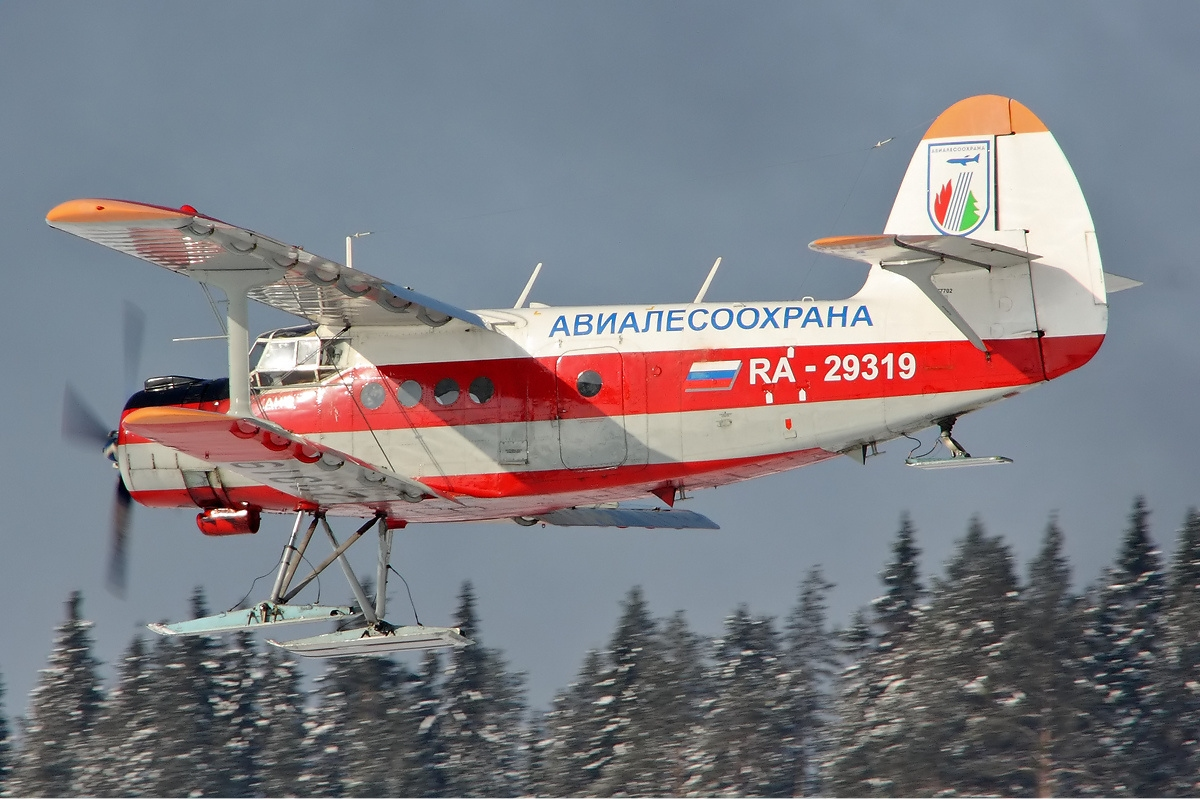
Самолёт Ан-2 авиабазы

- 5 Ми-8

## Пассажирские авиаперевозки
С ноября по май 1 раз в неделю осуществляются пассажирские рейсы на вертолёте Ми-8 по маршруту Петрозаводск — Кижи — Сенная Губа — Петрозаводск.
19 мая 2009 году авиакомпанией получена федеральная лицензия на осуществление внутренних коммерческих воздушных перевозок.
В 2011 году осуществлялись пассажирские перевозки на вертолёте Ми-8 по маршруту Петрозаводск (аэропорт Пески) — Пудож.